# مسيرة إلى واشنطن لأجل غزة
كانت مسيرة واشنطن من أجل غزة احتجاجًا في 13 يناير 2024، ردًا على حرب غزة، للدعوة إلى وقف إطلاق النار في الصراع. تم تنظيم المسيرة من قبل المسلمون الأمريكيون من أجل فلسطين، ومجلس العلاقات الأمريكية الإسلامية (كير)، ومجموعات أخرى. تم اختيار التاريخ ليتزامن مع مرور ما يقرب من 100 يوم من الحرب. وقد أقيمت مسيرات مماثلة في مختلف أنحاء العالم، بما في ذلك لندن كجزء من يوم عالمي للاحتجاج.

## خلفية
وبحلول يناير/كانون الثاني 2024، كان عدد القتلى من سكان غزة قد تجاوز 23 ألفًا بسبب الحرب. وكانت منظمة كير قد أرسلت في وقت سابق رسالة إلى البيت الأبيض احتجاجا على الحرب تضمنت قائمة من المطالب، بما في ذلك وقف إطلاق النار، والدعوة إلى "محاسبة المسؤولين الإسرائيليين على الإبادة الجماعية في غزة". خلال شهر يناير 2024، بدأت جنوب أفريقيا إجراءات جنائية في محكمة العدل الدولية ضد إسرائيل بزعم ارتكابها جريمة الإبادة الجماعية.

## الأحتجاج
وقد تم الترويج للاحتجاج مسبقًا باعتباره من بين أكبر الاحتجاجات المؤيدة للفلسطينيين. ذكرت صحيفة واشنطن بوست أن هذه المسيرة كانت ثاني أكبر حدث مؤيد للفلسطينيين في واشنطن، بعد مسيرة فلسطين في عام 2023. وزعمت منظمة كير أن أكثر من 400 ألف شخص شاركوا في المسيرة. تم نقل المتظاهرين بالحافلات من ولايات متعددة، بما في ذلك مينيسوتا وفلوريدا.
بالإضافة إلى الأعلام الفلسطينية والكوفيات، رفع المتظاهرون أيضًا العلم الجنوب أفريقي، في إشارة إلى إجراءات محكمة العدل الدولية ضد إسرائيل بقيادة جنوب أفريقيا.
بدأ الحدث كمظاهرة مع سلسلة من المتحدثين المؤيدين للفلسطينيين قبل أن يتحول إلى مسيرة. بالإضافة إلى انتقاد الحرب وخسارة الأرواح المدنية، تحدث المتحدثون أيضًا ضد الضربات الأمريكية على الحوثيين في اليمن. وتضمن المتحدثون في الحدث ظهورًا افتراضيًا لوائل الدحدوح، بالإضافة إلى كلمات شخصية لكورنيل ويست وجيل شتاين. وتحدثت أيضًا النائبة إيمان جودة والمسؤول السابق في وزارة الخارجية جوش بول. خلال الأحداث، استلقى بعض المتظاهرين على الأرض لتمثيل جثث القتلى من الحرب.
توجهت المسيرة بعد المظاهرة نحو ناشيونال مول إلى ساحة لافاييت. حمل المتظاهرون لافتات تنتقد جو بايدن بتهمة تمكين الإبادة الجماعية.

## العواقب
على الرغم من أن المسيرة ظلت سلمية، فقد شوهدت كتابات خفيفة على الجدران في جميع أنحاء المنطقة، وحاول أحد المتظاهرين على الأقل تسلق سياج قريب من البيت الأبيض.